# Jiangyou

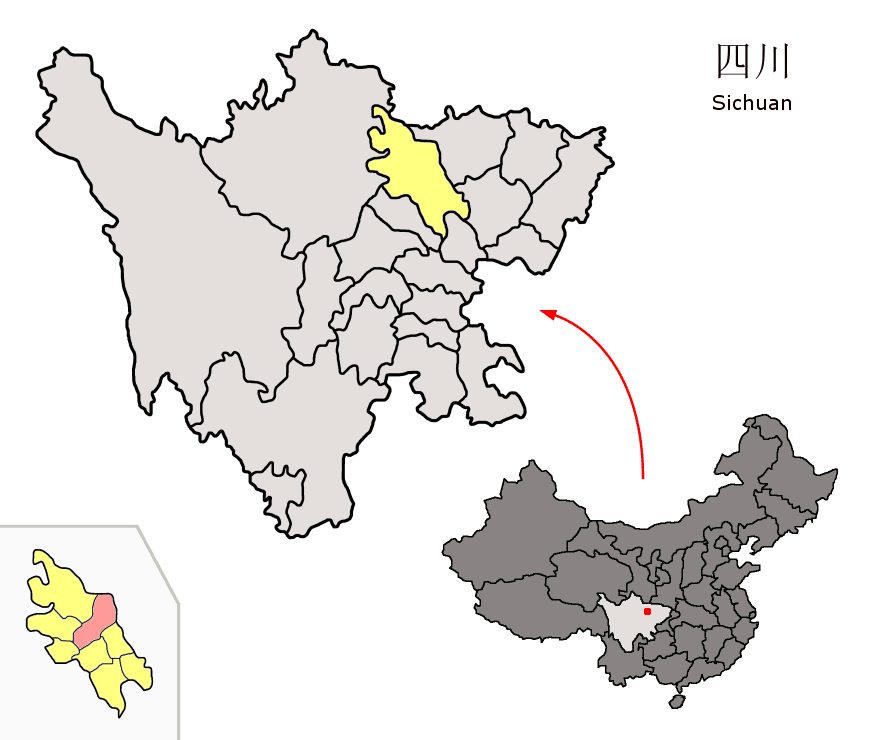
Lage der Stadt Jiangyou (rosa) in Mianyang (gelb), Provinz Sichuan.

Jiangyou (chinesisch 江油市, Pinyin Jiāngyóu Shì) ist eine kreisfreie Stadt der bezirksfreien Stadt Mianyang in der chinesischen Provinz Sichuan. Sie hat eine Fläche von 2.721 Quadratkilometern und zählt 731.343 Einwohner (Stand: Zensus 2020). 2004 betrug die Einwohnerzahl 870.000. Hauptort und Regierungssitz ist die Großgemeinde Zhongba (中坝镇). Die Eisenbahnstrecke Baoji-Chengdu verläuft durch ihr Gebiet.
Der Yunyan-Tempel (Yunyan si 云岩寺) und die Stätten der Salpeter-Höhlen des Laojun Shan (Laojun Shan xiaodong yizhi 老君山硝洞遗址) aus der Zeit der Ming- und Qing-Dynastie stehen seit 1988 bzw. 2006 auf der Liste der 
Denkmäler der Volksrepublik China.

## Administrative Gliederung
Die kreisfreie Stadt Jiangyou setzt sich heute aus vier Straßenvierteln, einundzwanzig Großgemeinden und neunzehn Gemeinden zusammen. Im Jahr 2000 waren es noch die folgenden Verwaltungseinheiten:
- Straßenviertel Changgang (长钢街道) 28.515 Einwohner
- Straßenviertel Wudu (武都长钢街道) 19.472 Einwohner
- Straßenviertel Hanzeng (含增长钢街道) 8.873 Einwohner
- Straßenviertel Huaping (华平街道) 3.753 Einwohner
- Großgemeinde Zhongba (中坝镇) 77.523 Einwohner
- Großgemeinde Taiping (太平镇) 66.140 Einwohner
- Großgemeinde Sanhe (三合镇) 94.215 Einwohner
- Großgemeinde Hanzeng (含增镇) 9.371 Einwohner
- Großgemeinde Qinglian (青莲镇) 16.117 Einwohner
- Großgemeinde Zhangming (彰明镇) 17.639 Einwohner
- Großgemeinde Longfeng (龙凤镇) 14.195 Einwohner
- Großgemeinde Wudu (武都镇) 34.694 Einwohner
- Großgemeinde Dakang (大康镇) 21.360 Einwohner
- Großgemeinde Xinan (新安镇) 17.527 Einwohner
- Großgemeinde Zhanzhan (战旃镇) 16.614 Einwohner (?)
- Großgemeinde Shuanghe (双河镇) 16.572 Einwohner
- Großgemeinde Yongsheng (永胜镇) 26.741 Einwohner
- Großgemeinde Xiaoxiba (小溪坝镇) 16.267 Einwohner
- Großgemeinde Hekou (河口镇) 13.187 Einwohner
- Großgemeinde Zhonghua (重华镇) 16.486 Einwohner
- Großgemeinde Houba (厚坝镇) 21.787 Einwohner
- Großgemeinde Erlangmiao (二郎庙镇) 33.212 Einwohner
- Großgemeinde Majiao (马角镇) 18.684 Einwohner
- Großgemeinde Yanmen (雁门镇) 10.733 Einwohner
- Gemeinde Jiuling (九岭乡) 16.339 Einwohner
- Gemeinde Bayi (八一乡) 14.685 Einwohner
- Gemeinde Fangshui (方水乡) 14.473 Einwohner
- Gemeinde Xiping (西屏乡) 15.962 Einwohner
- Gemeinde Xiangshui (香水乡) 8.095 Einwohner
- Gemeinde Dayan (大堰乡) 16.169 Einwohner
- Gemeinde Dongxing (东兴乡) 10.410 Einwohner
- Gemeinde Beicheng (北城乡) 6.195 Einwohner (?)
- Gemeinde Yixin (义新乡) 13.532 Einwohner
- Gemeinde Guanshan (贯山乡) 13.874 Einwohner
- Gemeinde Xinxing (新兴乡) 14.076 Einwohner
- Gemeinde Xinchun (新春乡) 14.715 Einwohner
- Gemeinde Dongan (东安乡) 12.970 Einwohner
- Gemeinde Tongxing (铜星乡) 12.010 Einwohner
- Gemeinde Wensheng (文胜乡) 8.864 Einwohner
- Gemeinde Zhongxing (重兴乡) 9.598 Einwohner
- Gemeinde Yunji (云集乡) 9.464 Einwohner
- Gemeinde Shiyuan (石元乡) 4.448 Einwohner
- Gemeinde Jingyuan (敬元乡) 7.247 Einwohner
- Gemeinde Luhe (六合乡) 4.398 Einwohner (?)
- Gemeinde Fengshun (枫顺乡) 2.560　Einwohner

## Persönlichkeiten
- Zhang Linyan (* 2001), Fußballspielerin
- Deng Zhijian (* 2002), Sprinter